# Elecciones provinciales de Jujuy de 1958
Las elecciones generales de la provincia de Jujuy de 1958 tuvieron lugar el domingo 23 de febrero del mencionado año, al mismo tiempo que las elecciones presidenciales y legislativas a nivel nacional. Se realizaron con el objetivo de restaurar las instituciones democráticas constitucionales y autónomas de la provincia después del golpe de Estado de septiembre de 1955, que derrocó al gobierno constitucional de Juan Domingo Perón e instauró una dictadura militar autodenominada Revolución Libertadora, la cual proscribió a Perón, al peronismo y a su brazo político, el Partido Peronista (PP), de la vida política argentina. Por tanto, se considera que las elecciones realizadas durante el período siguiente no fueron completamente libres y justas.
Desde el exilio, Perón negoció un pacto con Arturo Frondizi, candidato presidencial de la Unión Cívica Radical Intransigente (UCRI), una facción de la principal oposición al peronismo, la Unión Cívica Radical (UCR), desfavorable a la proscripción. Perón apoyó a Frondizi en contra de Ricardo Balbín, de la Unión Cívica Radical del Pueblo (UCRP), favorable a mantener la proscripción, y llamó a los peronistas a votar por la UCRI a cambio de que anulara las proscripciones. Frondizi venció por aplastante margen y el resultado benefició a sus candidatos gubernativos. En Jujuy, el peronismo, ferozmente hegemónico en el distrito con casi el 80% de los votantes en las anteriores elecciones, se mostró dividido en tres partes ante las elecciones. Un sector proponía acatar las órdenes de Perón y votar por la UCRI, otro votar en blanco, y otro apoyar a Horacio Ovando, candidato del Partido Laborista (PL), que aglutinaba al peronismo electoralista.
A pesar de las divisiones, el candidato a gobernador de la UCRI, Horacio Guzmán, se impuso por abrumador margen con el 52.07% de los votos válidos (43.28% del total emitido), seguido por el radicalismo del pueblo con el 17.98%. Ovando logró solo el 13.44% y el resto de los votos fueron a parar a otros partidos. La participación fue del 89.30%, la más alta de la historia electoral jujeña. Sin embargo, el sector del peronismo favorable a votar en blanco, encabezado por José Nasif, obtuvo un relativo éxito al lograr el 16.88% del total de votos emitidos, ubicándose en segundo puesto por encima de la UCRP y el laborismo. El resultado otorgó también a la UCRI la mayoría absoluta en el Legislativo Provincial, con 16 de las 30 bancas en disputa, seguido por 6 de la UCRP, 4 del laborismo, 1 del Partido Demócrata de Jujuy (PDJ) y 1 del Partido Conservador Popular (PCP). Los cargos electos asumieron el 1 de mayo, pero Guzmán no logró completar el mandato constitucional ya que la provincia fue nuevamente intervenida tras el golpe de Estado de 1962.